# Tyhjyys
Tyhjyys – trzeci album fińskiego zespołu darkmetalowego Ajattara, wydany w październiku 2004 roku przez wytwórnię Spinefarm Records.

## Twórcy
- Ruoja (Pasi Koskinen) - śpiew, gitara
- Samuel Lempo (Tomi Koivusaari) - gitara
- Atoni (Toni Laroma) - gitara basowa
- Irstas (Kalle Sundström) - keyboard
- Malakias III (Atte Sarkima) - perkusja

## Lista utworów
Słowa i muzyka: Pasi Koskinen
1. "Intro" – 00:48
2. "Sortajan kaipuu" – 03:40
3. "Katumuksen kyinen koura" – 03:34
4. "Naaras" – 03:42
5. "Armon arvet" – 03:23
6. "Pahan tuoma" – 03:26
7. "Harhojen renki" – 03:24
8. "Langennut" – 03:00
9. "Uhrit" – 03:59
10. "Tyhjyydestä" – 03:41
11. "Outro" – 03:22